# Tirrena-Adriàtica 2013
La Tirrena-Adriàtica 2013, 48a edició de la Tirrena-Adriàtica, es disputà entre el 6 i el 12 de març de 2013. Aquesta era la tercera prova de l'UCI World Tour 2013. Els corredors hagueren de superar 1.060,1 km repartits entre set etapes, entre elles una contrarellotge per equips inicial i una d'individual per acabar la cursa.
La cursa fou guanyada, per segon any consecutiu, per l'italià Vincenzo Nibali (Astana Qazaqstan Team). Des que Tony Rominger ho aconseguí el 1989 i 1990 cap altre ciclista havia repetit victòria a la Tirrena-Adriàtica. Nibali va vestir-se amb el mallot de líder després de la penúltima etapa, amb final a Porto Sant'Elpidio i confirmà la victòria en la contrarellotge final a San Benedetto del Tronto. Nibali superà en 23 segons al britànic Chris Froome (Team Sky) i en 52 a l'espanyol Alberto Contador (Team Saxo-Tinkoff). Contador també guanyà la classificació per punts.
En les altres classificacions, Michał Kwiatkowski (Omega Pharma-Quick Step) guanyà el mallot blanc de la classificació dels joves, alhora que acabà en quarta posició. Damiano Cunego (Lampre-Merida) guanyà el mallot verd de la classificació de la muntanya, mentre el Movistar Team aconseguia la victòria en la classificació per equips.

## Equips
L'organitzador RCS Sport comunicà la llista d'equips convidat el 8 de gener de 2013. 22 equips prenen part a Tirrena-Adriàtica - 19 ProTeams i 3 equips continentals professionals:
| Núm.    | Codi | Equip                 |
| ------- | ---- | --------------------- |
| 1-8     | AST  | Astana Qazaqstan Team |
| 11-18   | ALM  | AG2R La Mondiale      |
| 21-28   | BLA  | Blanco Team           |
| 31-38   | BMC  | BMC Racing Team       |
| 41-48   | CAN  | Cannondale            |
| 51-58   | EUS  | Euskaltel–Euskadi     |
| 61-68   | FDJ  | FDJ                   |
| 71-78   | GRS  | Garmin-Sharp          |
| 81-88   | KAT  | Team Katusha          |
| 91-98   | LAM  | Lampre-Merida         |
| 101-108 | LTB  | Lotto-Belisol         |

| Núm.    | Codi | Equip                     |
| ------- | ---- | ------------------------- |
| 111-118 | MOV  | Movistar Team             |
| 121-128 | MTN  | MTN-Qhubeka               |
| 131-138 | OPQ  | Omega Pharma-Quick Step   |
| 141-148 | OGE  | Orica-GreenEDGE           |
| 151-158 | RLT  | RadioShack-Leopard        |
| 161-168 | SKY  | Team Sky                  |
| 171-178 | ARG  | Argos-Shimano             |
| 181-188 | TNE  | NetApp-Endura             |
| 191-198 | TST  | Team Saxo-Tinkoff         |
| 201-208 | VCD  | Vacansoleil-DCM           |
| 211-218 | VIN  | Vini Fantini-Selle Italia |

## Recorregut
El recorregut de la present edició és molt similar a la del 2012, repetint les dues contrarellotges i la major part dels finals d'etapa. Després de tres primeres etapes pensades pel lluïment dels esprintadors, a partir de la quarta s'inicia la muntanya, amb nombrosos ports curts però amb uns desnivells de fins al 27%.

## Favorits
Els principals ciclistes es donen cita en la present edició, en detriment de la París-Niça. Entre els favorits a la victòria final hi ha el vigent vencedor, Vincenzo Nibali (Astana Qazaqstan Team), el vencedor del 2011, Cadel Evans (BMC Racing Team), Alberto Contador (Team Saxo-Tinkoff), Joaquim Rodríguez (Team Katusha), Samuel Sánchez (Euskaltel–Euskadi), Chris Froome (Team Sky) o Damiano Cunego (Lampre-Merida).
Entre els esprintadors i contrarellotgistes destaquen Mark Cavendish (Omega Pharma-Quick Step), André Greipel (Lotto-Belisol), Peter Sagan (Cannondale), Matthew Goss (Orica-GreenEDGE), Tony Martin (Omega Pharma-Quick Step) o Fabian Cancellara (Team Sky).

## Etapes
| Etapa    | Data       | Recorregut                                                | Km   | Vencedor d'etapa              | Líder de la general      |
| -------- | ---------- | --------------------------------------------------------- | ---- | ----------------------------- | ------------------------ |
| 1a etapa | 6 de març  | San Vincenzo - Donoratico (CRE)                           | 16,9 | Omega Pharma-Quick Step (BEL) | Mark Cavendish (GBR)     |
| 2a etapa | 7 de març  | San Vincenzo - Indicatore                                 | 232  | Matthew Goss (AUS)            | Mark Cavendish (GBR)     |
| 3a etapa | 8 de març  | Indicatore - Narni Scalo                                  | 190  | Peter Sagan (SVK)             | Mark Cavendish (GBR)     |
| 4a etapa | 9 de març  | Narni - Prati di Tivo                                     | 173  | Chris Froome (GBR)            | Michał Kwiatkowski (POL) |
| 5a etapa | 10 de març | Ortona - Chieti                                           | 230  | Joaquim Rodríguez (CAT)       | Chris Froome (GBR)       |
| 6a etapa | 11 de març | Porto Sant'Elpidio - Porto Sant'Elpidio                   | 209  | Peter Sagan (SVK)             | Vincenzo Nibali (ITA)    |
| 7a etapa | 12 de març | San Benedetto del Tronto - San Benedetto del Tronto (CRI) | 9,2  | Tony Martin (GER)             | Vincenzo Nibali (ITA)    |

### Etapa 1

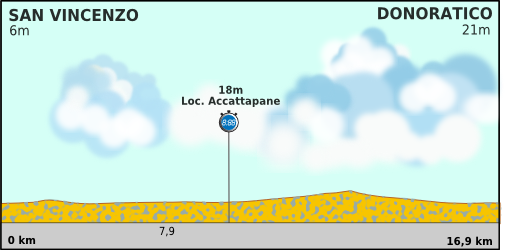
Altimetria de la 1ª etapa

San Vincenzo - Donoratico, 6 de març. 16,9 km (CRE).
L'etapa inicial és una contrarellotge per equips totalment plana que segueix la costa tirrena entre les localitats de San Vincenzo i Donoratico El recorregut és idèntic al realitzat en l'edició del 2012, però en aquesta ocasió es disputa sobre un asfalt moll per culpa de la pluja que caiguda. El Lotto-Belisol és el primer equip a prendre la sortida, però el seu temps, de 20' 19" no estarà entre els millors en acabar l'etapa. L'Orica-GreenEDGE és el primer equip a baixar els 20 minuts, amb un temps de 19' 48". Després que el Team Katusha de Joaquim Rodríguez no aconseguís millorar el temps el Movistar Team va situar-se en primera posició amb un temps de 19' 35", però finalment l'Omega Pharma-Quick Step, amb Tony Martin, Michał Kwiatkowski, Niki Terpstra o Mark Cavendish a les seves files aconseguí la victòria final amb un temps de 19' 24". Cavendish fou el primer a passar per l'arribada i per aquest motiu es vestí amb el mallot de líder.
|    | Equip                   | Temps   |
| -- | ----------------------- | ------- |
| 1  | Omega Pharma-Quick Step | 19' 24" |
| 2  | Movistar Team           | + 11"   |
| 3  | BMC Racing Team         | + 16"   |
| 4  | Cannondale              | + 19"   |
| 5  | Astana Qazaqstan Team   | + 20"   |
| 6  | Orica-GreenEDGE         | + 24"   |
| 7  | Team Sky                | + 25"   |
| 8  | Team Saxo-Tinkoff       | + 29"   |
| 9  | Lampre-Merida           | + 35"   |
| 10 | RadioShack-Leopard      | + 36"   |

|    | Ciclista                   | Equip                   | Temps   |
| -- | -------------------------- | ----------------------- | ------- |
| 1  | Mark Cavendish (GBR)       | Omega Pharma-Quick Step | 19' 24" |
| 2  | Tony Martin (GER)          | Omega Pharma-Quick Step | + 0"    |
| 3  | Michał Kwiatkowski (POL)   | Omega Pharma-Quick Step | + 0"    |
| 4  | Zdeněk Štybar (CZE)        | Omega Pharma-Quick Step | + 0"    |
| 5  | Niki Terpstra (NED)        | Omega Pharma-Quick Step | + 0"    |
| 6  | Giovanni Visconti (ITA)    | Movistar Team           | + 11"   |
| 7  | Beñat Intxausti (ESP)      | Movistar Team           | + 11"   |
| 8  | Andrey Amador (CRC)        | Movistar Team           | + 11"   |
| 9  | Jonathan Castroviejo (ESP) | Movistar Team           | + 11"   |
| 10 | Eros Capecchi (ITA)        | Movistar Team           | + 11"   |

### Etapa 2
San Vincenzo - Indicatore. 7 de març. 232 km
Etapa que des de la costa de la Toscana ha de dur els ciclistes cap a l'interior de la península Itàlica. Després d'uns primers 30 km més aviat planers, els ciclistes hauran d'afrontar dues petites dificultats muntanyoses, el pas per Massa Marittima (344 m, km 44,6) i Cantoniera Montebello (436 m, km 85,3). A partir d'aquest punt el terreny se suavitza. Els darrers quilòmetres es fan en un circuit de 12,5 km al qual han de donar cinc voltes pels voltants d'Indicatore. En el segon i quart pas per meta es troben els dos esprints especials.
Un trio de ciclistes, Garikoitz Bravo (Euskaltel–Euskadi), Cesare Benedetti (NetApp-Endura) i Kevin Hulsmans (Vini Fantini-Selle Italia) formen l'escapada del dia, arribant a tenir nou minuts en algun moment de l'etapa, abans d'estabilitzar-se al voltant dels set minuts. Bravo i Benedetti passaren en primera posició per les dues cotes del dia, empatant a punts en la general de la muntanya. Finalment fou Bravo el que es vestí amb el mallot de la muntanya, ja que acabà l'etapa en millor posició que Benedetti. Bravo es despenjà de l'escapada, deixant sols al davant a Benedetti i Hulsmans, tot i que finalment foren absorbits pel gran grup abans del segon esprint.
En el primer esprint Cavendish guanyà un segon de bonificació, consolidant el seu lideratge. En el segon esprint sumà dos segons més de bonificació. Durant la penúltima volta Sep Vanmarcke (Blanco Team) intentà l'escapada en solitari, tot i que la pluja que havia caigut durant bona part de l'etapa havia deixat perilloses les carreteres. El Cannondale va controlar la cursa en la darrera volta, tot preparant l'esprint per a Peter Sagan. El primer a llençar l'atac fou André Greipel (Lotto-Belisol), però la victòria fou per a Matthew Goss (Orica-GreenEDGE).
|    | Ciclista                | Equip                   | Temps      |
| -- | ----------------------- | ----------------------- | ---------- |
| 1  | Matthew Goss (AUS)      | Orica-GreenEDGE         | 5h 48' 41" |
| 2  | Manuel Belletti (ITA)   | AG2R La Mondiale        | m. t.      |
| 3  | Gerald Ciolek (GER)     | MTN Qhubeka             | m. t.      |
| 4  | Roberto Ferrari (ITA)   | Lampre-Fondital         | m. t.      |
| 5  | Mark Cavendish (GBR)    | Omega Pharma-Quick Step | m. t.      |
| 6  | Arnaud Démare (FRA)     | FDJ                     | m. t.      |
| 7  | André Greipel (GER)     | Lotto-Belisol           | m. t.      |
| 8  | Kristian Sbaragli (ITA) | MTN Qhubeka             | m. t.      |
| 9  | Peter Sagan (SVK)       | Cannondale              | m. t.      |
| 10 | Davide Appollonio (ITA) | AG2R La Mondiale        | m. t.      |

|    | Ciclista                 | Equip                   | Temps      |
| -- | ------------------------ | ----------------------- | ---------- |
| 1  | Mark Cavendish (GBR)     | Omega Pharma-Quick Step | 6h 08' 02" |
| 2  | Michał Kwiatkowski (POL) | Omega Pharma-Quick Step | + 2"       |
| 3  | Niki Terpstra (NED)      | Omega Pharma-Quick Step | + 3"       |
| 4  | Tony Martin (GER)        | Omega Pharma-Quick Step | + 3"       |
| 5  | Zdeněk Štybar (CZE)      | Omega Pharma-Quick Step | + 3"       |
| 6  | Giovanni Visconti (ITA)  | Movistar Team           | + 14"      |
| 7  | Alex Dowsett (GBR)       | Movistar Team           | + 14"      |
| 8  | Juan José Cobo (ESP)     | Movistar Team           | + 14"      |
| 9  | Beñat Intxausti (ESP)    | Movistar Team           | + 14"      |
| 10 | Eros Capecchi (ITA)      | Movistar Team           | + 14"      |

### Etapa 3
Indicatore - Narni Scalo. 8 de març. 190 km
La tercera etapa és propícia pels esprintadors, amb una sola dificultat muntanyosa puntuable en els 190 quilòmetres. La cota es troba a Todi (km 120) i té una llargada d'1,5 km al 12,2%. A partir de la cota el terreny es torna més ondulat fins a arribar a Narni Scalo, al voltant de la qual els ciclistes han de fer un circuit.
Per segon dia consecutiu Cesare Benedetti (NetApp-Endura) i el líder de la muntanya, Garikoitz Bravo (Euskaltel–Euskadi), participen en l'escapada del dia. A ells se'ls afegeix Francesco Failli (Vini Fantini-Selle Italia) per completar el trio d'escapats. Aquest trio aconseguirà una màxima diferència de prop de nou minuts en l'ascensió a Todi, on Benedetti arrabassa el mallot verd a Bravo en passar el primer pel cim. En aquest punt Bravo desisteix de l'escapada, continuant sols Benedetti i Failli, mentre un gran grup encapçalat pel Cannondale, que busca l'esprint per a Peter Sagan se'ls anava acostant. A manca de 20 km els escapats seran engolits i això dona joc a uns darrers quilòmetres en què es produeixen diversos intents d'escapada per part de Lars Boom (Blanco Team) o Serguei Lagutin (Vacansoleil-DCM), sent tots neutralitzats a darrera hora per disputar-se la victòria a l'esprint. Matthew Goss (Orica-GreenEDGE) és el primer a llançar l'esprint, però la victòria se la juguen Sagan i Cavendish. La victòria final és per a Sagan, que d'aquesta manera supera per primera vegada a Cavendish en un esprint massiu. Gràcies a les bonificacions Cavendish augmentà les diferències en el liderat.
|    | Ciclista              | Equip                   | Temps      |
| -- | --------------------- | ----------------------- | ---------- |
| 1  | Peter Sagan (SVK)     | Cannondale              | 5h 15' 12" |
| 2  | Mark Cavendish (GBR)  | Omega Pharma-Quick Step | m. t.      |
| 3  | André Greipel (GER)   | Lotto-Belisol           | m. t.      |
| 4  | Gerald Ciolek (GER)   | MTN-Qhubeka             | m. t.      |
| 5  | Matthew Goss (AUS)    | Orica-GreenEDGE         | m. t.      |
| 6  | Davide Cimolai (ITA)  | Lampre-Merida           | m. t.      |
| 7  | Tyler Farrar (USA)    | Garmin-Sharp            | m. t.      |
| 8  | Thor Hushovd (NOR)    | BMC Racing Team         | m. t.      |
| 9  | Manuel Belletti (ITA) | AG2R La Mondiale        | m. t.      |
| 10 | Simon Geschke (GER)   | Argos-Shimano           | m. t.      |

|    | Ciclista                 | Equip                   | Temps       |
| -- | ------------------------ | ----------------------- | ----------- |
| 1  | Mark Cavendish (GBR)     | Omega Pharma-Quick Step | 11h 23' 08" |
| 2  | Michał Kwiatkowski (POL) | Omega Pharma-Quick Step | + 7"        |
| 3  | Niki Terpstra (NED)      | Omega Pharma-Quick Step | + 9"        |
| 4  | Tony Martin (GER)        | Omega Pharma-Quick Step | + 9"        |
| 5  | Zdeněk Štybar (CZE)      | Omega Pharma-Quick Step | + 9"        |
| 6  | Peter Sagan (SVK)        | Cannondale              | + 18"       |
| 7  | Alex Dowsett (GBR)       | Movistar Team           | + 20"       |
| 8  | Giovanni Visconti (ITA)  | Movistar Team           | + 20"       |
| 9  | Beñat Intxausti (ESP)    | Movistar Team           | + 20"       |
| 10 | Juan José Cobo (ESP)     | Movistar Team           | + 20"       |

### Etapa 4
Narni - Prati di Tivo. 9 de març. 173 km
Etapa reina de la present edició, amb tres ports de muntanya per superar, el darrer d'ells l'arribada, i un terreny molt accidentat durant bona part de l'etapa. La Forca di Arrone (509 m, km 31,3) i el Passo delle Capannelle (1.269 m, km 132,0) donen pas a l'arribada final a l'estació hivernal de Prati di Tivo, amb mil metres de desnivell en 14,5 km i unes rampes màximes del 12%.
Quatre ciclistes, Fredrik Kessiakoff (Astana Qazaqstan Team), Anthony Roux (FDJ), Tomasz Marczyński (Vacansoleil-DCM) i Francesco Failli (Farnese Vini-Selle Italia) s'escapen al cap de 20 km d'etapa fins a aconseguir una màxima diferència de set minuts quan duen un terç d'etapa. Failli és a l'escapada per intentar arrabassar el liderat de la muntanya a Cesare Benedetti, cosa que aconseguí en passar el primer pels dos primers ports del dia. L'Omega Pharma-Quick Step i el BMC Racing Team passaren a controlar la cursa per protegir els seus líders, mentre els escapats disposaven de menys de dos minuts a l'inici de l'ascensió final. En l'ascens a Prati di Tivo Marczyński deixà enrere els seus companys d'escapada, mantenint uns 45 segons a manca de 9 km sobre el gran grup liderat per cinc corredors del Team Sky. Marczyński fou neutralitzat poc després per un grup principal que perdia elements ràpidament, entre ells Cadel Evans, Joaquim Rodríguez i Roman Kreuziger. Poc després serien Alberto Contador (Team Saxo-Tinkoff) i Vincenzo Nibali (Astana Qazaqstan Team) els que es depenjarien de Chris Froome, el qual guanyà l'etapa amb sis segons sobre Mauro Santambrogio (Farnese Vini-Selle Italia) i onze sobre Nibali. Michał Kwiatkowski, company d'equip de Cavendish, aconseguí el liderat.
|    | Ciclista                 | Equip                     | Temps      |
| -- | ------------------------ | ------------------------- | ---------- |
| 1  | Chris Froome (GBR)       | Team Sky                  | 4h 41' 31" |
| 2  | Mauro Santambrogio (ITA) | Farnese Vini-Selle Italia | + 6"       |
| 3  | Vincenzo Nibali (ITA)    | Astana Qazaqstan Team     | + 11"      |
| 4  | Michał Kwiatkowski (POL) | Omega Pharma-Quick Step   | + 13"      |
| 5  | Chris Horner (USA)       | RadioShack-Leopard        | + 15"      |
| 6  | Alberto Contador (ESP)   | Team Saxo-Tinkoff         | + 15"      |
| 7  | Rigoberto Urán (COL)     | Team Sky                  | + 20"      |
| 8  | Wout Poels (NED)         | Vacansoleil-DCM           | + 43"      |
| 9  | Joaquim Rodríguez (ESP)  | Team Katusha              | + 43"      |
| 10 | Roman Kreuziger (CZE)    | Team Saxo-Tinkoff         | + 58"      |

|    | Ciclista                   | Equip                     | Temps       |
| -- | -------------------------- | ------------------------- | ----------- |
| 1  | Michał Kwiatkowski (POL)   | Omega Pharma-Quick Step   | 16h 04' 59" |
| 2  | Chris Froome (GBR)         | Team Sky                  | + 4"        |
| 3  | Vincenzo Nibali (ITA)      | Astana Qazaqstan Team     | + 16"       |
| 4  | Alberto Contador (ESP)     | Team Saxo-Tinkoff         | + 30"       |
| 5  | Rigoberto Urán (COL)       | Team Sky                  | + 33"       |
| 6  | Chris Horner (USA)         | RadioShack-Leopard        | + 40"       |
| 7  | Mauro Santambrogio (ITA)   | Farnese Vini-Selle Italia | + 55"       |
| 8  | Jonathan Castroviejo (ESP) | Movistar Team             | + 1' 04"    |
| 9  | Roman Kreuziger (CZE)      | Team Saxo-Tinkoff         | + 1' 16"    |
| 10 | Joaquim Rodríguez (CAT)    | Team Katusha              | + 1' 16"    |

### Etapa 5
Ortona - Chieti. 10 de març. 230 km
Etapa de mitja muntanya en què els ciclistes hauran de superar fins a tres dificultats muntanyoses. La primera d'elles és la Forchetta di Palena, una llarga ascensió de 21,7 km i un desnivell del 3,3% i que es corona al km 91. Tot seguit s'inicia un llarg descens fins al passo Lanciano (11,3 km al 8,5%), que es corona a manca de 40 km. El descens duu els ciclistes fins a Chieti, on ja pels carrers hauran de superar diverses rampes de fins al 19% de desnivell i que es coronen a poc més d'un quilòmetre per l'arribada a la Via Salomone.
Nou corredors formen l'escapada del dia a partir del km 20, arribant a tenir una màxima diferència propera als vuit minuts al cim de la primera ascensió del dia. El gran grup és encapçalat per l'Omega Pharma-Quick Step, Team Sky i Cannondale i entre els escapats Damiano Cunego (Lampre-Merida) ataca en l'ascens al Passo Lanciano, mentre Stijn Devolder (RadioShack-Leopard) intenta agafar-lo. L'esforç de Cunego no tindrà recompesa i serà agafat pels favorits a manca de 7 km. El grup de favorits perd corredors ràpidament i després d'un atac de Roman Kreuziger (Astana Qazaqstan Team) i Andrey Amador (Movistar Team) serà Joaquim Rodríguez (Team Katusha) el que llança l'atac definitiu a manca d'1,4 km per al final. Ràpidament aconsegueix obrir diferències en les dures pendents dels carrers de Chieti fins a presentar-se a la meta amb 8 segons d'avantatge sobre els immediats perseguidors. Chris Froome (Team Sky) passa a liderar la cursa amb 20 segons sobre Contador.
|    | Ciclista                 | Equip                     | Temps      |
| -- | ------------------------ | ------------------------- | ---------- |
| 1  | Joaquim Rodríguez (CAT)  | Team Katusha              | 6h 06' 43" |
| 2  | Bauke Mollema (NED)      | Blanco Team               | + 8"       |
| 3  | Alberto Contador (ESP)   | Team Saxo-Tinkoff         | + 8"       |
| 4  | Mauro Santambrogio (ITA) | Farnese Vini-Selle Italia | + 8"       |
| 5  | Chris Horner (USA)       | RadioShack-Leopard        | + 8"       |
| 6  | Chris Froome (GBR)       | Team Sky                  | + 8"       |
| 7  | Vincenzo Nibali (ITA)    | Astana Qazaqstan Team     | + 17"      |
| 8  | Przemysław Niemiec (POL) | Lampre-Merida             | + 22"      |
| 9  | Roman Kreuziger (CZE)    | Team Saxo-Tinkoff         | + 22"      |
| 10 | Daniel Martin (IRE)      | Garmin-Sharp              | + 28"      |

|    | Ciclista                 | Equip                     | Temps       |
| -- | ------------------------ | ------------------------- | ----------- |
| 1  | Chris Froome (GBR)       | Team Sky                  | 22h 11' 53" |
| 2  | Alberto Contador (ESP)   | Team Saxo-Tinkoff         | + 20"       |
| 3  | Vincenzo Nibali (ITA)    | Astana Qazaqstan Team     | + 20"       |
| 4  | Michał Kwiatkowski (POL) | Omega Pharma-Quick Step   | + 24"       |
| 5  | Chris Horner (USA)       | RadioShack-Leopard        | + 37"       |
| 6  | Mauro Santambrogio (ITA) | Farnese Vini-Selle Italia | + 52"       |
| 7  | Joaquim Rodríguez (CAT)  | Team Katusha              | + 55"       |
| 8  | Rigoberto Urán (COL)     | Team Sky                  | + 57"       |
| 9  | Roman Kreuziger (CZE)    | Team Saxo-Tinkoff         | + 1' 27"    |
| 10 | Sergio Henao (COL)       | Team Sky                  | + 1' 51"    |

### Etapa 6
Porto Sant'Elpidio - Porto Sant'Elpidio. 11 de març. 209 km
La penúltima etapa de la cursa es disputa sobre un circuit pels voltants de Porto Sant'Elpidio, amb un itinerari de 209 km dividit en dos circuits. Primer els ciclistes han de donar dues voltes a un circuit de 91,2 km i tot seguit passen per un tram d'enllaç de 3,2 km que els durà fins a un altre circuit al qual han de donar una volta, per finalitzar al davant la costa de l'Adriàtic. A cada volta els ciclistes han de superar l'ascensió a Sant'Elpidio a Mare, un port amb rampes de fins al 27%.
Com en totes les etapes disputades fins al moment la pluja és present en començar l'etapa. L'escapada del dia és molt nombrosa, amb 16 corredors formant el grup. Amb un grup tan nombrós el gran grup no els va permetre obrir molt d'espai, mantenint-los controlats a uns quatre minuts durant bona part de l'etapa. A manca de 50 km Tom Dumoulin (Argos-Shimano) i Damiano Cunego (Lampre-Merida) atacaren entre els escapats, passant per Sant'Elpidio a Mare al capdavant. En el descens fins a cinc corredors s'uniren al duet capdavanter, mentre el gran grup cada vegada es trobava més a prop. Dumoulin atacà novament en la darrera ascensió, però fou superat per Beñat Intxausti (Movistar Team), el qual passà en primera posició pel cim.
Intxausti fou capturat en el descens per Vincenzo Nibali (Astana Qazaqstan Team) i Samuel Sánchez (Euskaltel–Euskadi), dos dels millors baixadors del gran grup. Peter Sagan (Cannondale) també s'uní a ells. Intxausti i Sánchez perderen contacte amb el grup capdavanter, mentre Joaquim Rodríguez (Team Katusha) arribava des del darrere per unir-se a Nibali i Sagan. Mentrestant el grup quedava fraccionat en nombrosos grups, amb el líder força endarrerit. Sagan demostrà ser el més fort a l'esprint, imposant-se clarament en l'arribada. Nibali i Rodríguez superaren en 48" als fins aleshores líder Chris Froome (Team Sky), passant el liderat a mans de Nibali,
|    | Ciclista                 | Equip                     | Temps      |
| -- | ------------------------ | ------------------------- | ---------- |
| 1  | Peter Sagan (SVK)        | Cannondale                | 5h 45' 17" |
| 2  | Vincenzo Nibali (ITA)    | Astana Qazaqstan Team     | + 2"       |
| 3  | Joaquim Rodríguez (ESP)  | Team Katusha              | + 2"       |
| 4  | Mauro Santambrogio (ITA) | Farnese Vini-Selle Italia | + 44"      |
| 5  | Samuel Sánchez (ESP)     | Euskaltel–Euskadi         | + 44"      |
| 6  | Chris Horner (USA)       | RadioShack-Leopard        | + 44"      |
| 7  | Alberto Contador (ESP)   | Team Saxo-Tinkoff         | + 44"      |
| 8  | Jürgen Roelandts (BEL)   | Lotto-Belisol             | + 50"      |
| 9  | Thor Hushovd (NOR)       | BMC Racing Team           | + 50"      |
| 10 | Simon Geschke (GER)      | Argos-Shimano             | + 50"      |

|    | Ciclista                 | Equip                     | Temps       |
| -- | ------------------------ | ------------------------- | ----------- |
| 1  | Vincenzo Nibali (ITA)    | Astana Qazaqstan Team     | 27h 57' 26" |
| 2  | Chris Froome (GBR)       | Team Sky                  | + 34"       |
| 3  | Joaquim Rodríguez (ESP)  | Team Katusha              | + 37"       |
| 4  | Alberto Contador (ESP)   | Team Saxo-Tinkoff         | + 48"       |
| 5  | Michał Kwiatkowski (POL) | Omega Pharma-Quick Step   | + 58"       |
| 6  | Chris Horner (USA)       | RadioShack-Leopard        | + 1' 05"    |
| 7  | Mauro Santambrogio (ITA) | Farnese Vini-Selle Italia | + 1' 20"    |
| 8  | Przemysław Niemiec (POL) | Lampre-Merida             | + 2' 54"    |
| 9  | Andrey Amador (CRC)      | Movistar Team             | + 2' 58"    |
| 10 | Wout Poels (NED)         | Vacansoleil-DCM           | + 3' 08"    |

### Etapa 7
San Benedetto del Tronto - San Benedetto del Tronto, 12 de març. 9,2 km (CRI)
La cursa finalitza amb una contrarellotge individual totalment plana pel passeig marítim de San Benedetto del Tronto. Aquest és el tercer any consecutiu que es disputa aquesta etapa, havent estat el guanyador de les dues edicions precedents el suís Fabian Cancellara.
Com és habitual en les contrarellotges, els ciclistes prenen la sortida en l'ordre invers a la classificació general del dia previ. És per això que Martin Velits (Omega Pharma-Quick Step), 108è a la general, és el primer a sortir. El seu temps, 11' 25", ben aviat serà superat per Jens Mouris (Orica-GreenEDGE), que finalitza l'etapa amb un temps de 10' 52". Aquest temps serà el millor durant prop de mitja hora, quan fou batut per espai d'un minut per dos ciclistes del RadioShack-Leopard, Hayden Roulston i Cancellara, que deixa el temps en 10' 37". No gaire després Adriano Malori (Lampre-Merida) supera a Cancellara per sis segons, però finalment Tony Martin va aconseguir la victòria amb un temps de 10' 25".
Entre els favorits Joaquim Rodríguez (Team Katusha) fou el més perjudicat en l'etapa, en no poder conservar la tercera posició per tan sols dos segons. Aquesta tercera posició fou finalment per a Alberto Contador (Team Saxo-Tinkoff), mentre Vincenzo Nibali (Astana Qazaqstan Team) i Chris Froome (Team Sky) conserven les dues primeres posicions sense cap problema.
|    | Ciclista                   | Equip                   | Temps   |
| -- | -------------------------- | ----------------------- | ------- |
| 1  | Tony Martin (GER)          | Omega Pharma-Quick Step | 10' 25" |
| 2  | Adriano Malori (ITA)       | Lampre-Merida           | + 6"    |
| 3  | Andrey Amador (CRC)        | Movistar Team           | + 10"   |
| 4  | Fabian Cancellara (SUI)    | RadioShack-Leopard      | + 12"   |
| 5  | Jonathan Castroviejo (ESP) | Movistar Team           | + 14"   |
| 6  | Chris Froome (GBR)         | Team Sky                | + 15"   |
| 7  | Hayden Roulston (NZL)      | RadioShack-Leopard      | + 20"   |
| 8  | Michał Kwiatkowski (POL)   | Omega Pharma-Quick Step | + 21"   |
| 9  | Dario Cataldo (ITA)        | Team Sky                | + 23"   |
| 10 | Alex Dowsett (GBR)         | Movistar Team           | + 23"   |

|    | Ciclista                 | Equip                     | Temps       |
| -- | ------------------------ | ------------------------- | ----------- |
| 1  | Vincenzo Nibali (ITA)    | Astana Qazaqstan Team     | 28h 08' 17" |
| 2  | Chris Froome (GBR)       | Team Sky                  | + 23"       |
| 3  | Alberto Contador (ESP)   | Team Saxo-Tinkoff         | + 52"       |
| 4  | Michał Kwiatkowski (POL) | Omega Pharma-Quick Step   | + 53"       |
| 5  | Joaquim Rodríguez (ESP)  | Team Katusha              | + 54"       |
| 6  | Chris Horner (USA)       | RadioShack-Leopard        | + 1' 21"    |
| 7  | Mauro Santambrogio (ITA) | Farnese Vini-Selle Italia | + 2' 03"    |
| 8  | Andrey Amador (CRC)      | Movistar Team             | + 2' 42"    |
| 9  | Przemysław Niemiec (POL) | Lampre-Merida             | + 3' 19"    |
| 10 | Wout Poels (NED)         | Vacansoleil-DCM           | + 3' 35"    |

## Classificacions finals

### Classificació general
|    | Ciclista                 | Equip                     | Temps       |
| -- | ------------------------ | ------------------------- | ----------- |
| 1  | Vincenzo Nibali (ITA)    | Astana Qazaqstan Team     | 28h 08' 17" |
| 2  | Chris Froome (GBR)       | Team Sky                  | + 23"       |
| 3  | Alberto Contador (ESP)   | Team Saxo-Tinkoff         | + 52"       |
| 4  | Michał Kwiatkowski (POL) | Omega Pharma-Quick Step   | + 53"       |
| 5  | Joaquim Rodríguez (ESP)  | Team Katusha              | + 54"       |
| 6  | Chris Horner (USA)       | RadioShack-Leopard        | + 1' 21"    |
| 7  | Mauro Santambrogio (ITA) | Farnese Vini-Selle Italia | + 2' 03"    |
| 8  | Andrey Amador (CRC)      | Movistar Team             | + 2' 42"    |
| 9  | Przemysław Niemiec (POL) | Lampre-Merida             | + 3' 19"    |
| 10 | Wout Poels (NED)         | Vacansoleil-DCM           | + 3' 35"    |

### Classificacions secundàries
|   | Ciclista                 | Equip             | Punts |
| - | ------------------------ | ----------------- | ----- |
| 1 | Alberto Contador (ESP)   | Team Saxo-Tinkoff | 27    |
| 2 | Peter Sagan (SVK)        | Cannondale        | 26    |
| 3 | Christopher Froome (GBR) | Team Sky          | 25    |

|   | Ciclista               | Equip             | Punts |
| - | ---------------------- | ----------------- | ----- |
| 1 | Damiano Cunego (ITA)   | Lampre-Merida     | 20    |
| 2 | Cesare Benedetti (ITA) | NetApp-Endura     | 13    |
| 3 | Garikoitz Bravo (ESP)  | Euskaltel–Euskadi | 10    |

|   | Ciclista                 | Equip                   | Temps       |
| - | ------------------------ | ----------------------- | ----------- |
| 1 | Michał Kwiatkowski (POL) | Omega Pharma-Quick Step | 28h 09' 10" |
| 2 | Tom-Jelte Slagter (NED)  | Blanco Team             | + 16' 34"   |
| 3 | Arthur Vichot (FRA)      | FDJ                     | + 16' 47"   |

|   | Equip         | Temps       |
| - | ------------- | ----------- |
| 1 | Movistar Team | 83h 57' 42" |
| 2 | Team Sky      | + 2' 30"    |
| 3 | Team Katusha  | + 15' 40"   |

### UCI World Tour
La Tirrena-Adriàtica atorga punts per l'UCI World Tour 2013 sols als ciclistes dels equips de categoria ProTeam.
| Posició               | 1r  | 2n | 3r | 4t | 5è | 6è | 7è | 8è | 9è | 10è |
| Classificació general | 100 | 80 | 70 | 60 | 50 | 40 | 30 | 20 | 10 | 4   |
| Per etapa             | 6   | 4  | 2  | 1  | 1  |    |    |    |    |     |

| #  | Ciclista                 | Equip                   | Punts |
| -- | ------------------------ | ----------------------- | ----- |
| 1  | Vincenzo Nibali (ITA)    | Astana Qazaqstan Team   | 106   |
| 2  | Christopher Froome (GBR) | Team Sky                | 86    |
| 3  | Alberto Contador (ESP)   | Team Saxo-Tinkoff       | 72    |
| 4  | Michał Kwiatkowski (POL) | Omega Pharma-Quick Step | 61    |
| 5  | Joaquim Rodríguez (CAT)  | Team Katusha            | 58    |
| 6  | Christopher Horner (USA) | RadioShack-Leopard      | 42    |
| 7  | Andrey Amador (CRC)      | Movistar Team           | 22    |
| 8  | Peter Sagan (SVK)        | Cannondale              | 12    |
| 9  | Przemysław Niemiec (POL) | Lampre-Merida           | 10    |
| 10 | Matthew Goss (AUS)       | Orica-GreenEDGE         | 7     |

| Classificats de l'11 al 21 | Classificats de l'11 al 21 | Classificats de l'11 al 21 | Classificats de l'11 al 21 |
| -------------------------- | -------------------------- | -------------------------- | -------------------------- |
| 11                         | Tony Martin (GER)          | Omega Pharma-Quick Step    | 6                          |
| 12                         | Mark Cavendish (GBR)       | Omega Pharma-Quick Step    | 5                          |
| 13                         | Manuel Belletti (ITA)      | AG2R La Mondiale           | 4                          |
| 13                         | Adriano Malori (ITA)       | Lampre-Merida              | 4                          |
| 13                         | Bauke Mollema (NED)        | Blanco Team                | 4                          |
| 13                         | Wout Poels (NED)           | Vacansoleil-DCM            | 4                          |
| 17                         | André Greipel (GER)        | Lotto-Belisol              | 2                          |
| 18                         | Fabian Cancellara (SUI)    | RadioShack-Leopard         | 1                          |
| 18                         | Jonathan Castroviejo (ESP) | Movistar Team              | 1                          |
| 18                         | Roberto Ferrari (ITA)      | Lampre-Merida              | 1                          |
| 18                         | Samuel Sánchez (ESP)       | Euskaltel–Euskadi          | 1                          |

## Evolució de les classificacions
| Etapa | Vencedor                | Classificació general | Classificació per punts | Classificació de la muntanya | Classificació dels joves | Classificació per equips |
| ----- | ----------------------- | --------------------- | ----------------------- | ---------------------------- | ------------------------ | ------------------------ |
| 1     | Omega Pharma-Quick Step | Mark Cavendish        | no entregat             | no entregat                  | Michał Kwiatkowski       | Omega Pharma-Quick Step  |
| 2     | Matthew Goss            | Mark Cavendish        | Matthew Goss            | Garikoitz Bravo              | Michał Kwiatkowski       | Omega Pharma-Quick Step  |
| 3     | Peter Sagan             | Mark Cavendish        | Mark Cavendish          | Cesare Benedetti             | Michał Kwiatkowski       | Omega Pharma-Quick Step  |
| 4     | Chris Froome            | Michał Kwiatkowski    | Mark Cavendish          | Francesco Failli             | Michał Kwiatkowski       | Team Sky                 |
| 5     | Joaquim Rodríguez       | Chris Froome          | Alberto Contador        | Cesare Benedetti             | Michał Kwiatkowski       | Team Sky                 |
| 6     | Peter Sagan             | Vincenzo Nibali       | Alberto Contador        | Damiano Cunego               | Michał Kwiatkowski       | Movistar Team            |
| 7     | Tony Martin             | Vincenzo Nibali       | Alberto Contador        | Damiano Cunego               | Michał Kwiatkowski       | Movistar Team            |
| Final | Final                   | Vincenzo Nibali       | Alberto Contador        | Damiano Cunego               | Michał Kwiatkowski       | Movistar Team            |